# Pohanská federace

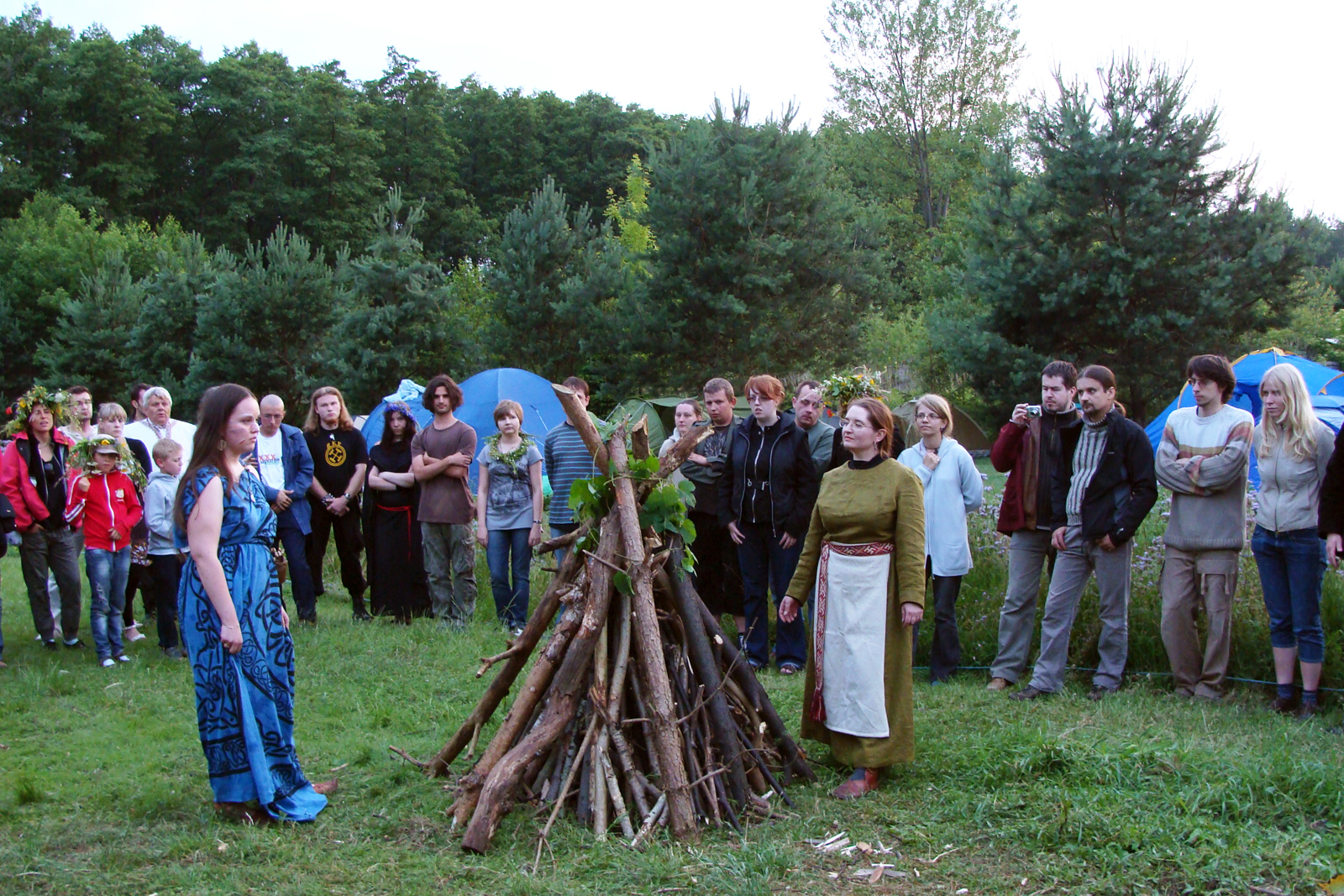
Zahájení Kupadelných svátků za účasti zástupců Pohanské federace v roce 2010

Pohanská federace (Pagan federation) je celosvětová nezisková organizace založená v roce 1971, jejímž cílem je poskytovat základní informace o pohanství veřejnosti a chránit práva současných pohanů. Pořádá také různé tematicky zaměřené akce, jako například setkání, přednášky, konference a podobně. Věnuje se také zprostředkování kontaktů mezi pohany a publikuje čtvrtletník Pagan Dawn.
Pohanská federace operuje již v 31 zemích včetně Česka.

## Pohanská federace
Pohanská federace byla založena v roce 1971 ve Velké Británii a to s cílem bránit pohanství proti negativním postojům a předsudkům vůči současnému pohanství, které mnohdy vyplývají z nedostatečné informovanosti. Zároveň vytvářela platformu pro sdružování a sdílení či výměnu názorů v rámci pohanské komunity. Pohanská federace samozřejmě nezůstala omezena jen na Británii, ale vznikaly její pobočky v dalších zemích, které se později vyčlenily jako Mezinárodní pohanská federace (Pagan Federation International; PFI)

### Tři principy PFI
Pohanská federace není organizací sdružující pohany nějakého konkrétního proudu, ale naopak je nevymezenou organizací, jejíž členové vycházejí z různých pohanských tradic a žádná z nich není federací ani vyzdvihována ani snižována. Přesto byly formulovány tři základní principy, které vyjadřují účel a záměr Pohanské federace:
1. Spřízněnost s přírodou a láska k ní. Uctívání síly života a jejího nekonečného cyklu života a smrti.
2. Pozitivní ctnosti, které znamenají individuální odpovědnost za objevování a rozvoj vlastní přirozenosti v harmonii s vnějším světem a společenstvím.
3. Vědomí božské síly, která transcenduje pohlaví a zároveň uznání mužské i ženské povahy božstev.

## Mezinárodní pohanská federace
Mezinárodní pohanská federace funguje jako nezisková organizace se sídlem v Nizozemí mající pobočky v řadě zemí světa na všech kontinentech (s výjimkou Antarktidy). Vazby na mateřskou Pohanskou federaci samozřejmě setrvávají, která v podstatě funguje jako britská pobočka. Zachovává si však, jako první založená, svůj původní název Pohanská federace bez přízviska mezinárodní a figuruje jako samostatný subjekt, na rozdíl od ostatních poboček v jiných zemí, které vystupují jako národní pobočky PFI.

### PFIcz
Mezinárodní Pohanská Federace má v současné době svoji pobočku i v Česku. Byla založena Jakubem Zahradou Achrerem v roce 2006. V roce 2009 po vzájemné dohodě s mezinárodní koordinátorkou Morganou Zahrada z pozice národního koordinátora odstoupil. Vedení PFI se ujal Pavel Cody Ungr za podpory Jožkou TPM Petrem. V lednu 2010 Josef Petr z pozice národního koordinátora odstupuje. TPM vystřídala Amira, která se od ledna 2010 stala národním koordinátorkou a společně s Codyme řídí českou pobočku PFI.
V souvislosti se sčítáním 2011 se česká pobočka PFI, stejně jako několik dalších pohanských uskupení (Dávný obyčej, Rodná víra a Bohyně.net), obrátila na ČSÚ s žádostí o přidělení vlastního sčítacího kódu pro novopohanství, kterýmžto žádostem bylo 17.2. 2011 vyhověno. Součet osob, které do kolonky náboženství vyplní jako víru pohanství, tak bude k dispozici nejen jejich vyznavačům, ale např. i religionistům, kteří se problematikou nové religiozity zabývají.

#### Akce
PFIcz pořádá v současné době několik druhů akcí:
- Pubmoot - Setkání v hospůdce u piva. Mnohdy jen přátelské popovídání, aktuality z komunity. Občas se vydaří i tematická diskuse.
- Přednášková činnost - PFIcz pořádá několikrát do roka tematické přednášky. Jednou ročně je zván zahraniční host.
- Bardská gilda - Cílem je vytvořit amatérskou básnickou sbírku s pohanskou tematikou, tedy básně, písně, případně krátké literární útvary, které budou po dokončení prezentovány ve sbírce věnované pohanství. Několikrát za rok je organizován Bardský víkend s recitací poezie, vyprávěním příběhů, prezentací vlastních písní atp.
- Výlety - Několikrát ročně PFIcz pořádá tematické výlety na zajímavá místa. Výlety jsou součástí projektu Pohanské stopy.
- Koncerty - PFIcz pořádá jednou ročně koncert Damh the Barda, anglického pohanského písničkáře.
- PaganCon - Linie na Festivalu Fantazie v Chotěboři, která je zaměřena na (novo)pohanství, magii, šamanismus a mytologii.